# Доля Євдокія Іванівна
Євдокія Іванівна Доля (уродж. Волошко; Явдоха Іванівна Верховинець-Костева) — українська акторка.

## Життєпис
Народилася 1 березня 1885 р. в Полтаві. Працювала у театрах Києва, Полтави, в ансамблі «Жінхоранс» Василя Верховинця.
Народилася в Полтаві в багатодітній сім'ї, де росли ще семеро братиків та сестричок. Батько, Іван Погорілий, у зрілому віці перекваліфікувався зі складача друкарні на диригента. Керував хором у єпархіальному училищі, де з восьми літ навчалася і співала й Євдокія. Грала також у драматичній студії при російському театрі «Червоний факел». Під час гастролей на репетицію завітали імениті артисти Микола Садовський, Іван Мар'яненко, Северин Паньківський. Дівчина виконувала соло в кантаті Миколи Лисенка «Б'ють пороги». Після прогону Садовський пожартував: «Голос я чув, артистки ж не бачу» (була маленького зросту).
В двадцять один рік Євдокія Іванівна приїхала до Києва в складі трупи Миколи Садовського в перший стаціонарний український театр. Там познайомилася з Василем Верховинцем, а через два роки побралися. Незадовго до Жовтневої революції Верховинці повернулися до Полтави — перейшли в «Товариство українських акторів» під орудою Івана Мар'яненка. А в перші роки радянської влади там утворився національний концертно-театральний осередок. У оперному йшли «Запорожець за Дунаєм», «Наталка Полтавка», «Різдвяна ніч», «Катерина», хоча не забували й про російську та європейську класику — ставили «Євгенія Онєгіна», «Пікову даму», «Мазепу», «Бориса Годунова», «Князя Ігоря», «Аїду», «Ріголетто», «Травіату», «Фауста». Десять років (з 1919-го до 1929-го) там працювала Верховинець-Костєва, гастролювала з групою солістів країною.
Василь Миколайович започаткував «Жіночий хоровий театралізований ансамбль» («Жінхоранс»). Його артисти театралізували пісні. Доля стала режисером. У середині тридцятих у Москві відбулася перша Декада української літератури та мистецтва. Василь Верховинець тоді поставив обрядові танки до опери Миколи Лисенка «Наталка Полтавка». Її твір привіз у Білокам'яну Київський театр опери та балету.
В 1938 році Василя Миколайовича заарештували, звинуватили у «вільнодумстві», а згодом розстріляли. Євдокію Іванівну заслали в Казахстан, де вона пробула з 1938-го до 1944-го. Повернулася на рідну Полтавщину, в обласну філармонію. Спочатку була декламатором, а потім очолила новостворений ансамбль і знову гастролювала аж до 1959 року, до пенсії.
Знялась у фільмі Івана Кавалерідзе «Коліївщина» (1933, мати нареченої). Також в епізоді стрічки «За двома зайцями».
Померла 15 листопада 1988 р. у Полтаві.

## Ролі в Театрі Миколи Садовського
В Театрі Миколи Садовського грала такі ролі:
- Мацюсь, пастушок («Зачароване коло» Л. Ріделя)
- Матюша, Кася, Харитина («Суєта», «Сава Чалий», «Наймичка» I. Карпенка-Карого)
- Галя, Проня («Циганка Аза», «За двома зайцями» М. Старицького)
- Маня («Весняні сни» A. Добровольського)

## Вшанування пам'яті
У місті Полтава провулок Толстого перейменували на провулок Євдокії Долі.